# Phare de Punta Ballena
Le phare de Punta Ballena est un phare actif situé sur l'île Margarita (Antilles vénézuéliennes), près de Pampatar sur le territoire de la municipalité de Maneiro dans l'État de Nueva Esparta au Venezuela.
Le phare appartient à la marine vénézuélienne et il est géré par l'Oficina Coordinadora de Hidrografía y Navegación (Ochina).

## Histoire
Le  phare , mis en service en 2007, est situé sur un promontoire à l'extrémité est de l’île Margarita. Il a remplacé une balise, datant de 1999, montée sur  une tourelle métallique à claire-voie.

## Description
Ce phare est une tour octogonale en béton, avec une galerie et lanterne de 30 m de haut, s'élevant d'un bâtiment d'un étage en demi-cercle. Le phare est peint avec des bandes orange et blanches horizontales. Il émet, à une hauteur focale de 76 m, un éclat blanc d'une seconde par période de 10 secondes. Sa portée est de 30 milles nautiques (environ 55 km).
Identifiant : ARLHS : VEN-040 - Amirauté : J6502.25 - NGA : 17155.5 .

## Caractéristique dufeu maritime
Fréquence : 10 secondes (W)
- Lumière : 1 seconde
- Obscurité : 9 secondes

|              |
| Localisation |

|               |
| Punta Ballena |

|          |
| Le phare |

### Lien connexe
- Liste des phares du Vénézuela